# Shehili
Shehili è il quinto album in studio del gruppo progressive metal tunisino Myrath, pubblicato il 3 maggio 2019 dalla Ear Music.

## Tracce
1. Asl – 1:09
2. Born to Survive – 3:34
3. You've Lost Yourself – 4:53
4. Dance – 3:47
5. Wicked Dice – 4:11
6. Monster in My Closet – 4:49
7. Lili Twil – 3:47
8. No Holding Back – 4:43
9. Stardust – 4:02
10. Mersal – 3:43
11. Darkness Arise – 4:33
12. Shehili – 4:20

Durata totale: 47:31